# Matrang
Matrang (справжнє ім'я — Алан Хадзарагов; 20 квітня 1995, Владикавказ) — російськомовний осетинський репер.

## Біографічні відомості
Алан Хадзарагов народився 20 квітня 1995 у Владикавказі. Виріс у багатодітній сім'ї, має дві молодших сестри та брата. Мати — вчителька, батько — лікар. Батько Алана в юності грав у любительській рок-групі, і саме він вплинув на зацікавленість сина до музичного напрямку.
У шестирічному віці пішов до першого класу, де його музичні таланти відзначила керівник регіонального хору Ольга Джанаєва, яка запросила хлопця до відомого в Північній Осетії дитячого колективу «Аріон». Згодом Алан став солістом хору і під час навчання у третьому класі зумів посісти призові місця в регіональних конкурсах, що дали поштовх для подальшої участі у міжнародних.
Через хист до малювання також 4 роки навчався у школі мистецтв. Навчаючись в загальноосвітній школі, надавав перевагу гуманітарним наукам, а також полюбляв римувати вірші.
У 9 класі кинув хор. Після закінчення школи вступив до місцевого вузу на спеціальність «дизайн та проектування», проте пізніше покинув навчання.

### Музична кар'єра
Залишивши хор, Алан не припинив співати, взявши псевдонім Don Shal (утворено від назви району Владикавказа — Шалдона) та записав перші пісні. На творчість репера вплинули Eminem та 50 Cent, творчістю яких захоплювався з дитинства. Перші пісні написані в депресивному стилі у формі важкого репу з елементами трепу.
Восени 2014 року Don Shal записав міні-альбом, до якого увійшло 9 треків з назвою «Планета Луна». Саме супутник Землі — Місяць, співак вважає важливою матерією для своєї музики та взяв свій псевдонім з в'єтнамської версії назви Місяця.
У 19-річному віці переїхав до Москви. У січні 2017 року записав трек «Луна» (укр. Місяць), а у травні того ж року дискографія поповнилась мікстейпом «Красная Луна» (укр. Червоний Місяць).
Перший свій концерт провів у рідному Владикавказі.
Широку відомість реперу принесла композиція «Медуза», що вийшла у жовтні 2017 року та стала хітом багатьох радіостанцій пострадянського простору та набрала мільйони переглядів на YouTube..
Наприкінці 2017 року записав пісні «Дождь», «Мысли» і «Не молчи».

## Цікаві факти
Співак має на тілі 10 татуювань, які почав робити з 18 років.
Пародія на пісню «Медуза» від Чоткого Паци, що вийшла на початку травня 2018 року, стала однією з найуспішніших композицій українською мовою за переглядами на Youtube.